# Stenus parallclopipedus
Stenus parallclopipedus är en skalbaggsart som beskrevs av Victor Ivanovitsch Motschulsky. Stenus parallclopipedus ingår i släktet Stenus och familjen kortvingar. Inga underarter finns listade i Catalogue of Life.